# Neuer jüdischer Friedhof (Duisburg)

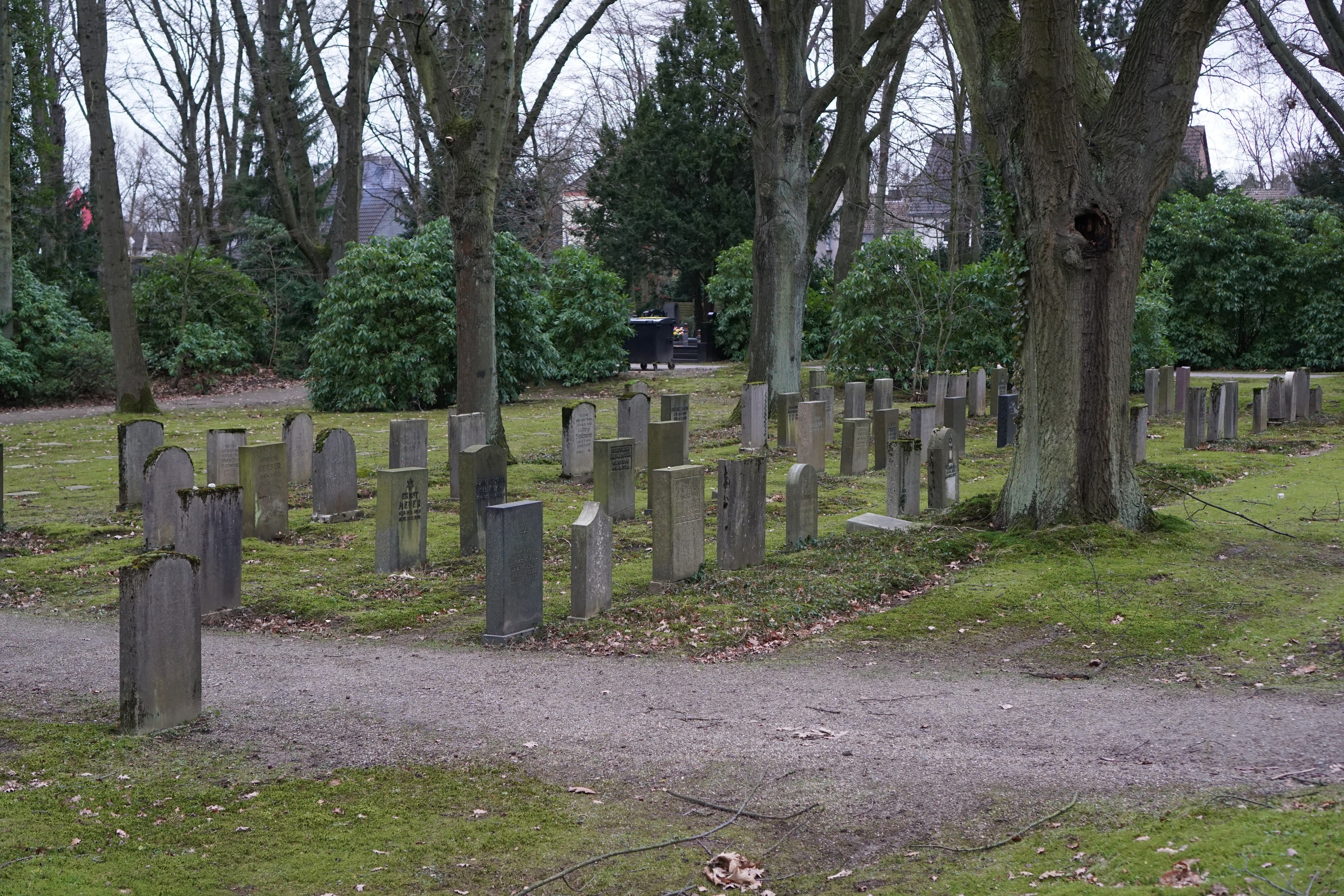
Jüdisches Grabfeld, Waldfriedhof Duisburg (Januar 2018)

Der Neue jüdische Friedhof Duisburg befindet sich in der kreisfreien Stadt Duisburg in Nordrhein-Westfalen. Der jüdische Friedhof liegt auf dem Waldfriedhof an der Düsseldorfer Straße im Stadtteil Wanheimerort. Auf dem Friedhof, der von 1930 bis 1942 belegt wurde und seit 1981 wieder belegt wird, befinden sich 94 Grabsteine. Der Friedhof ist ein eingetragenes Baudenkmal.